# Cryptus ocellaris
Cryptus ocellaris är en stekelart som beskrevs av H. Douglas Pratt 1945. Cryptus ocellaris ingår i släktet Cryptus och familjen brokparasitsteklar. Inga underarter finns listade i Catalogue of Life.